# Archies Creek
Archies Creek is een plaats in de Australische deelstaat Victoria. Het is gelegen in Bass Coast Shire ten noordwesten van Wonthaggi.